# پونیتوویتسه
پونیتوویتسه (به چکی: Ponětovice) یک منطقهٔ مسکونی در جمهوری چک است که در ناحیه برنو-تسوونتری واقع شده‌است. پونیتوویتسه ۲٫۴ کیلومتر مربع مساحت و ۳۹۱ نفر جمعیت دارد و ۲۲۰ متر بالاتر از سطح دریا واقع شده‌است.